# AMOS (миномёт)
AMOS или Advanced Mortar System — это финско-шведская двуствольная 120-мм гладкоствольная самозарядная казённозарядная миномётная башня. Ставится на несколько боевых бронированных машин, таких как XA-180, Rosomak и Strf 90. Военно-морские силы Швеции первоначально планировали размещать эти башни на кораблях CB90, но данное судно оказалось слишком мало. Вместо него начали строить корабль побольше — Combat Boat 2010, специально под размещение на нём AMOS.
При установке на транспортное средство для навигации используются GPS-позиционирование и инерционный метод. Электронная система управления огнём использует цифровые карты. Двухствольный AMOS может поддерживать темп стрельбы до 12 выстрелов в минуту. Используя управляемую компьютером функцию MRSI (несколько снарядов одновременно в воздухе) можно установить единовременное попадание в цель до 14 снарядов. Первые снаряды выстреливаются под большим углом с большей начальной скоростью, что обеспечивает более высокую дугу полёта снаряда. Следующие выстреливаются попозже с чуть меньшим углом и меньшей начальной скоростью, так что они летят по более низкой дуге к той же цели. Это может быть сделано семь раз подряд, постоянно регулируя угол и начальную скорость. Регулировка между выстрелами осуществляется с помощью компьютера. Подобное попадание AMOS примерно равно одному попаданию артиллерийской батареи.
Башня AMOS может поворачиваться на все 360 градусов по горизонтали, а стволы поворачиваются в вертикальной плоскости на углы от −3 до +85 градусов. AMOS способна как на стрельбу с обычных огневых позиций, так и на прямой огонь для самозащиты. В типичной установке башня устанавливается на Patria AMV или аналогичный автомобиль, подобное транспортное средство может начать движение к следующей позиции примерно через 30 секунд после начала 14-снарядного залпа, оставляя минимальное время для обнаружения и контрбатарейной борьбы, таким образом большая мобильность является основным средством защиты.
AMOS производится и продается финско-шведским совместным предприятием Hagglunds Patria, которое создано финской компанией «Патрия» и шведской BAE Systems Hägglunds. Эта система в Швеции называется SSG120. Боеприпасами для AMOS являются Strix, управляемые модифицированные 120-мм миномётные выстрелы «MAT-120» испанской фирмы Instalaza (последние есть только в Финляндии и намечены к выводу из эксплуатации в связи с нарушением ряда международных договоров). AMOS может использовать стандартные мины для дульнозарядных миномётов, но, поскольку он является казнозарядным, для этого необходимо установить на основание мины небольшую "гильзу",  поддон. После выстрела поддон автоматически удаляется из казенника.